# 106 (число)
Вижте пояснителната страница за други значения на 106.
106 (сто и шест) е естествено, цяло число, следващо 105 и предхождащо 107.
Сто и шест с арабски цифри се записва „106“, а с римски цифри – „CVI“. Числото 106 е съставено от три цифри от позиционните бройни системи – 1 (едно), 0 (нула) и 6 (шест).

## Общи сведения
- 106 е четно число.
- 106 е атомният номер на елемента сиборгий.
- 106-ият ден от годината е 16 април.
- 106 е година от Новата ера.